# Barbara Heeb
Barbara Heeb (ur. 13 lutego 1969 w Appenzell) – szwajcarska kolarka szosowa, złota medalistka mistrzostw świata.

## Kariera
Największy sukces w karierze Barbara Heeb osiągnęła w 1996 roku, kiedy zdobyła złoty medal w wyścigu ze startu wspólnego podczas mistrzostw świata w Lugano w 1996 roku. W zawodach tych wyprzedziła bezpośrednio Litwinkę Rasę Polikevičiūtė i Kanadyjkę Lindę Jackson. W tym samym roku wystartowała także na igrzyskach olimpijskich w Atlancie, gdzie była ósma w wyścigu ze startu wspólnego. Był to jej najlepszy występ olimpijski. Ponadto w 1996 roku wygrała włoski Giro della Toscana Femminile i niemiecki Eschborn-Frankfurt City Loop, a w latach 1997 i 1998 niemiecki Rund um die Nürnberger Altstadt. Kilkakrotnie zdobywała medale mistrzostw kraju, w tym cztery złote.